# حملة تلمسان (1551)
حملة تلمسان هي عملية عسكرية قادتها إيالة الجزائر بقيادة حسن باشا وحليفه عبد العزيز أموقران، بعد استيلاء الدولة السعدية على مدينة تلمسان في يونيو عام 1551.

## الخلفية التاريخية
تحالف السعديون مع الإسبان في عام 1545، مما أدى إلى هزيمة الإنكشاريين على أيدي الإسبان بعد دخول الكونت ألكوادت المدينة، والذين قاموا بتنصيب حاكم دمية، ومن ثمّ استولى السعديون على مدينة تلمسان بدون معركة في عام 1550 وقرروا السير من هناك إلى الجزائر العاصمة. أبرم بييلربي الجزائر وسلطان بني عباس في نفس الوقت ميثاق أجيمون الخيار.
ناشد سكان تلمسان الذين اشتكوا من الأتراك والإسبان الشريف في فاس الذي استجاب لهم بالإيجاب حين كتب أهل تلمسان أن ملكهم الحالي كان ظالمًا للمسلمين لأنه فرض عليهم ضرائب باهظة لدفع الجزية لملك إسبانيا. حاول باشا الجزائر أن يثنيه عن ذلك عن طريق الدعوة إلى مسيرة ضد الإسبان في وهران فقاد حسن قورصو جيشًا مكون من 5000 فارس و1000 من السباه و 8000 قبايل أحضرهم عبد العزيز. كما أرسل محمد الشيخ ابنيه عبد القادر ومحمد الحراني على رأس 21 ألف فارس و10 آلاف مشاة. دخل محمد الحراني تلمسان في يونيو 1551 بينما لجأ أمير تلمسان إلى وهران. ثم أرسل أمير السعديين قواته لإخضاع قبائل سهول وهران، إلا أن مجموعة من بني عامر كانوا المغاربة يلاحقونهم فوصلوا إلى معسكر في ولاية الجزائر وطلبوا المساعدة. تقدم حسن قورصو إلى وادي الشلف حيث طارد الجنرال الشريف ثم هزمه وقتله. طلب قائد تلمسان المساعدة بعد ذلك فأرسل له الشيخ أبنائه الثلاثة. تمثل هذه الحادثة بداية الخصومة بين إيالة الجزائر ودولة السعديين، والتي لن يتوقف إلا في عام 1585 بعد تدخل من الدولة العثمانية.

## المعركة
وصفت قوات السعديين بأنها كبيرة، فقد كانت تتألف من 12.000 فارس و10.000 جندي مشاة (بما في ذلك 5000 منشق) وفقًا لكتابات هيدو. ووفقًا لكتابات إرنست مرسييه، فقد كان جيش السعديين يتألف من 21000 فارس، وبحسب وثيقة إسبانية أخرى، فقد كان الجيش المغربي خلال المعركة يتألف مما مجموعه 40 ألف مقاتل.
كان من المقرر أن تقوم الحملة بشن هجومين رئيسيين. تولى جيش قوامه 10000 مقاتل من بينهم 5000 منشق و 2000 أمازيغي من منطقة القبائل الصغيرة، بقيادة عبد العزيز مسؤولية حماية مدينة مستغانم من السعديين الذين كانوا مدعمين من الإسبان. كما اضطروا إلى تضخيم صفوفهم من خلال حشد قبيلة بني عامر العربية المحلية. كان عليهم هزيمة قوات السعديين في طريقها من تلمسان إلى مستغانم. وكان الغرض من العملية الأولى هو منع أي تحرك إلى الوراء، وحماية حركة حملة الاستعادة حتى تلمسان.
تراجعت قوات السعديين أثناء قيامهم بحملات في الغرب الجزائري في مواجهة تقدم القوات القادمة من الجزائر، إلا أن قوات حسن قورصو تمكنت من هزيمتهم.
بوغتت قوات السعديين وهُزمت في مكان يُدعى نهر أبو عزون (أو ريو سالادو) على يد كتائب حسن باشا. وكان عبد العزيز العباس قد قتل الأمير السعدي مولاي عبد القادر وقطع رأسه التي نُقلت لاحقًا إلى الجزائر العاصمة على سبيل التذكار، وتم عرضها في قفص حديدي فوق بوابة باب عزون. كان اغتنام الفرصة لشن هذا الهجوم المفاجئ هو ما قرره حسن باشا.
لوحقت قوات السعديين حتى الملوية، إلا أن القوات الجزائرية لم تحقق نجاحا أكثر من ذلك. كان انتصار الجزائريين في الغالب بسبب شجاعة عبد العزيز وقبائله، وأقامت إيالة الجزائر حكمًا مباشرًا على مدينة تلمسان.

## التداعيات
نظم الشيخ على الرغم من الهزيمة، حملة استطلاعية أخرى قاد فيها أبنائه الثلاثة جيشًا قوامه 17000 مقاتل لمحاولة ضم أراضي إيالة الجزائر مرة أخرى. كان الشيخ يعتقد أن الظروف مواتية له لتوسيع أراضيه على حساب الإيالة لأن العثمانيين كانوا مشغولين حيث يقاتلون على جبهتين. إلا أن خططه باءت بالفشل، وهُزمت الحملة التي أرسلها الشيخ هزيمة نكراء ولوحقت حتى ملوية. استقبل الشيخ بعد هزيمته محمد الخريبي سفير صالح ريس باحترام، والذي تفاوض على إنهاء النزاع وتثبيت الحدود على أنها نهر ملوية.